# Festivali i Këngës
Festivali i Këngës (Festiwal Muzyki, często skracane do FiK) – największy i najważniejszy albański festiwal muzyczny organizowany corocznie w grudniu w Tiranie. Festiwal odbywa się od 1962 roku, a od 2003 zwycięzcy kolejnych edycji reprezentują Albanię w Konkursie Piosenki Eurowizji.

## Historia
Pierwszy Festivali i Këngës został zorganizowany 21 grudnia 1962 roku w Tiranie, stolicy Albanii. Pierwszą zwyciężczynią festiwalu została albańska wokalistka Vaçe Zela z piosenką „Fëmija i parë”. Artystka odniosła także największą liczbę zwycięstw na festiwalu, zdobywając pierwsze miejsce w dziesięciu konkursach.
Od 1962 do 1968 roku festiwal odbywał się w hali ILA Venue, a od 1969 do 1988 – w Teatrze Opery i Baletu. Od 1989 roku konkursy odbywają się w Pałacu Kongresów. W 2020 roku, w celu przestrzegania obostrzeń spowodowanych pandemią COVID-19 konkurs odbył się na placu Sheshi Italia w Tiranie.
W 1972 roku Enver Hoxha nazwał organizatorów Festivali i Këngës 11 „wrogami ludu”. Wielu z nich zostało oskarżonych o zagrażanie mentalności kraju poprzez wprowadzanie niemoralnego aspektu do programu i spiskowanie przeciwko rządowi, wpływając na ówczesną albańską młodzież. Ówczesny dyrektor generalny RTSH Todi Lubonja, wraz z dyrektorem festiwalu Mihalem Luarasi i piosenkarzem Sherifem Merdanim zostali skazani i pozostali w więzieniu do 1989 roku. Wiele innych zaangażowanych osób miało zakaz pracy w telewizji lub zostało deportowanych do odległych albańskich miast. Kary posłużyły jako przykład i oświadczenie dla przyszłych organizatorów.
Przed 1972 rokiem utwory były często neutralne, a w ich treści można było poruszać dowolne tematy. Po 11. edycji, w której Enver Hoxha ogłosił organizatorów koncertu „wrogami narodu” festiwal był kontynuowany, ale z bardzo silną presją i cenzurą aż do śmierci dyktatora w 1984 roku. Wtedy cenzura zaczęła się rozluźniać. Nertila Koka i Anita Bitri stały się faworytkami festiwalu, śpiewając piosenki o miłości. Parashqevi Simaku, Irma Libohova i Morena Reka motywowały młodzież coraz bardziej liberalnymi hasłami politycznymi rok po roku. Grupy rockowe, takie jak Tingulli i Zjarrtë, miały znaczny wpływ na przesłanie swoich piosenek i wprowadzenie muzyki rockowej na albańską scenę muzyczną – gatunku, który z powodzeniem przetrwał do dziś i można go łatwo zauważyć nawet we współczesnych edycjach festiwalu. Była to planowana liberalizacja, która przez cały czas miała cichą zgodę kierownictwa partii komunistycznej, głównie w wyniku uświadomienia sobie, że dni komunizmu w Europie Wschodniej dobiegają końca. Opinia publiczna była jednak mniej świadoma zbliżających się zmian w porządku politycznym, przez co nagła zmiana tekstów piosenek wydawała się tajemnicza.
Wraz z upadkiem komunizmu na początku lat 90., Festivali i Këngës stał się o wiele bardziej różnorodny. Zwycięskie piosenki odzwierciedlały okres przejściowy, który przechodziła Albania. Zwycięzca z 1991 roku, Ardit Gjebrea z utworem „Jon” i zwycięzcy z 1992 roku, Aleksandër Gjoka, Manjola Nallbani i Viktor Tahiraj z utworem „Pesha e fatit” (Ciężar losu) miały motyw imigracji i wolności, co zbiegło się z ówczesnym stanem politycznym w kraju. W tym okresie po raz pierwszy pozwolono na używanie słowa Zoti (Bóg). Wcześniej religia była nielegalna, a słowa Bóg nie wolno było wypowiadać publicznie. Udział albańskich śpiewaków spoza granic kraju również wpisuje się w historię festiwalu w tej dekadzie. Wcześniej kraj był w okresie izolacji. Ubrania i występy śpiewaków stawały się coraz bardziej ekstrawaganckie z biegiem czasu, a piosenkarki takie jak Bleona Qereti, Ledina Çelo i Adelina Ismaili były jednymi z najbardziej znanych trendsetterek nowej ery.

## Kontrowersje
- W 1963 roku Besnik Taraveshi był pierwszym piosenkarzem ściganym przez dyktaturę komunistyczną. Było to spowodowane błędnym wymówieniem słowa w piosence „Djaloshi dhe shiu” („Chłopiec i deszcz”)[4].
- W 1964 roku przewodniczący jury Llazar Siliqi zdecydował, że pierwsze miejsce nie zostanie przyznane ze względu na niską jakość piosenek. Zamiast tego drugie miejsce zajęła Vaçe Zela z utwotem „Dritaren kërkoj”, a dwa inne utwory zajęły trzecie miejsce[4].
- W 1980 roku pojawiły się pogłoski, że rząd interweniował w wyłonieniu zwycięzcy, dając zwycięstwo „Shoqet tona ilegale” („Nasi nielegalni przyjaciele”) Vaçe Zeli zamiast „Njerëzit e agimeve” („Ludzie poranków”) Alidy Hisku. Podczas gdy pierwsza jest piosenką honorującą tajne przyjaźnie między partyzantami w czasie narodowego wyzwolenia Albanii od sił nazistowskich, ta druga zawiera silne odniesienia do intelektualnego przebudzenia i idei oświecenia – koncepcje uważane za silnie sprzeczne z filozofią dyktatury Envera Hodży[4].
- W 1987 Kozma Dushi z piosenką „Lot me ty o djalë” („Hej, chłopcze, płaczemy z tobą”) miała zostać ogłoszona zwycięzcą, jednak kilka minut przed podjęciem decyzji przez jury żona Envera Hodży, Nexhmije Hoxha, oświadczyła, że nie chce, aby ta piosenka wygrała, więc wybrano inną piosenkę[4].
- W 1997 roku sukienka uczestniczki Almy Bektashi spadła, odsłaniając jej nagie piersi. Kamerom udało się ominąć incydent, jednak publiczność otrzymała pełny obraz zdarzenia[4].
- W 1999 roku Irma i Eranda Libohova wcześnie opuścili Pałac Kongresów, myśląc, że ich piosenka „Apokalipsi” („Apokalipsa”) nie zwycięży. Piosenka została początkowo ogłoszona zwycięzcą, chociaż błędne obliczenia w głosowaniach jury ogłoszone następnego dnia przez przewodniczącą jurorkę Vaçe Zela, ujawniły, że zamiast tego wygrała Aurela Gaçe z utworem „S’jam tribu” („Nie jestem hołdem”)[4].
- W 2006 roku Greta Koçi była tak rozczarowana zajęciem piątego miejsca z piosenką „Eja zemër”, że wybuchnęła płaczem, podczas gdy jej matka zarzucała siedmioosobowemu jury festiwalu korupcję i niekompetencję[4].
- W 2007 roku Blero wycofał się z konkursu, twierdząc, że został poproszony o dużą sumę pieniędzy w zamian za zwycięstwo. Twierdził też, że o pierwszych trzech pozycjach organizatorzy zdecydowali już przed imprezą. Jury i administracja festiwalu odpowiedzieli w oświadczeniu prasowym, że to Blero poprosił o pierwszą nagrodę, wysyłając SMS-a z informacją, że wycofa się, jeśli jego zwycięstwo nie będzie gwarantowane[4].
- W 2016 pojawiły się kontrowersje co do decyzji organizatorów festiwalu o nie przyjęciu do finału zapowiedzianego 60% jury i 40% głosów publicznych[5]. Zamiast tego publiczne głosowanie liczyło się tylko do 1/13 ostatecznego wyniku. Po podziale 60/40 Lindita zremisowałaby z Ylli Limani ze 120 punktami. Lindita pozostałaby jednak zwyciężczynią, otrzumując punkty od 11 i najwyższe noty od 5 jurorów, w porównaniu do Ylli Limani, która otrzymała punkt6ly od 7 jurorów i maksymalą notę od jednego jurora.
- W 2019 organizatorom wydarzenia zarzucono próbę sabotażu utworu „Me Tana” Elvany Gjaty. Elvana otrzymała najwyższą notę od każdego zagranicznego jurora, lecz pisarka Rita Petro umieściła artystkę na piątym miejscu, a Mikaela Minga uplasowała ją przedostatnią[6]. Minga odparła zarzuty, mowiąc, że „piosenka ma między innymi wpływy cygańskie i zachodnie” oraz „nie mają nic wspólnego z muzyczną tradycją Albanii[6].” W następstwie do zarzuceń zamknięty został kanał Festivali i Këngës w serwisie YouTube, w którym Elvana zgromadziła rekordową liczbę 3,5 miliona wyświetleń[6].

## ZwycięzcyFestivali i Këngës

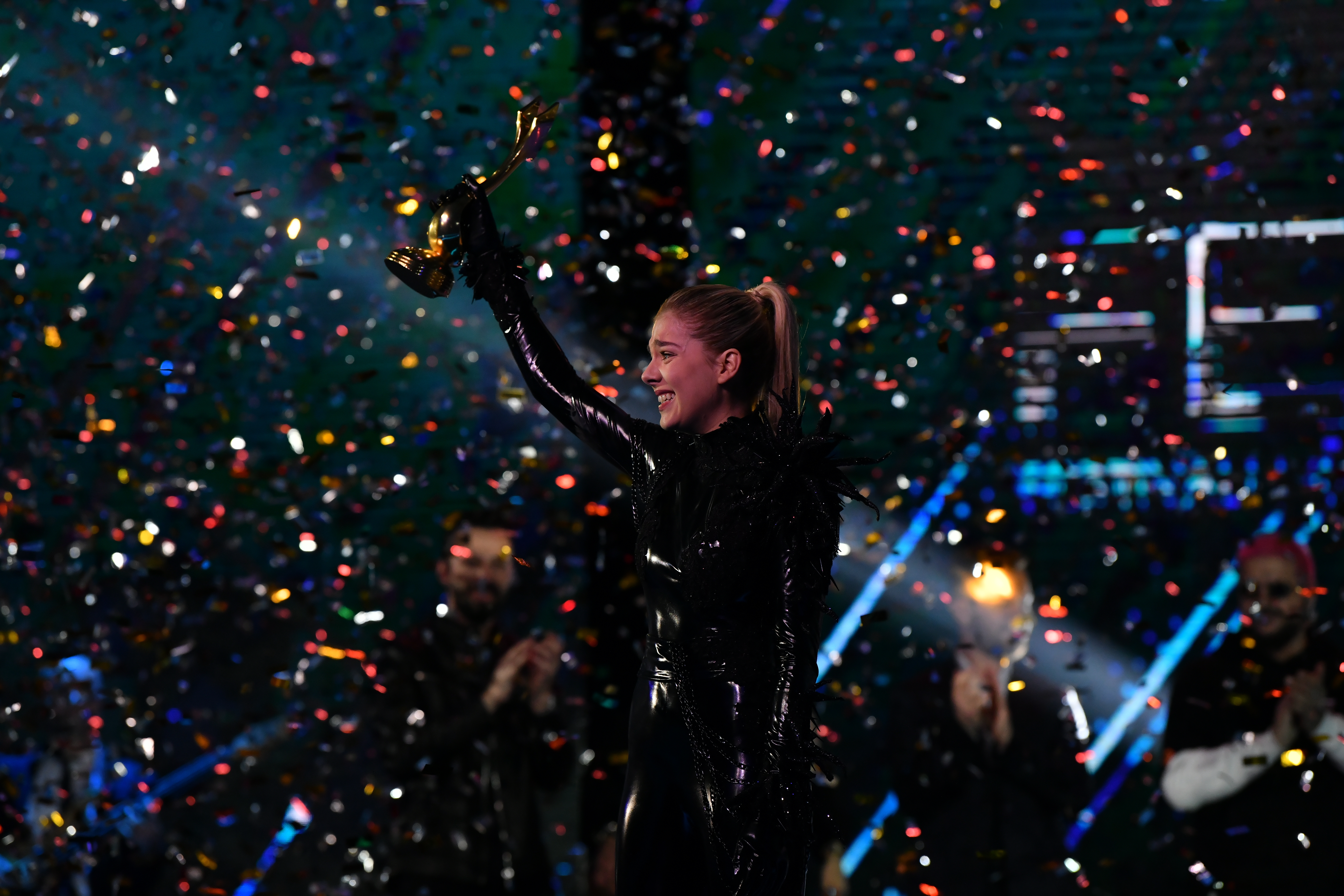
Zwyciężczyni 58. edycji festiwalu, Arilena Ara, z trofeum konkursu kilka chwil po wygranej.

| Rok  | Wokalista                                           | Piosenka                     | Kompozytor                       | Tekst                                |
| ---- | --------------------------------------------------- | ---------------------------- | -------------------------------- | ------------------------------------ |
| 1962 | Vaçe Zela                                           | „Fëmija i parë”              | Abdulla Grimci                   | Dionis Bubani                        |
| 1963 | Nikoleta Shoshi                                     | „Flakë e borë”               | Tish Daija                       | Llazar Siliqi                        |
| 1964 | Vaçe Zela                                           | „Sot jam 20 vjeç”            | Llazar Morcka                    | Dionis Bubani                        |
| 1965 | Tonin Tërshana                                      | „Të dua o det”               | Tonin Harapi                     | Mark Gurakuqi                        |
| 1966 | Vaçe Zela                                           | „Shqiponja e lirisë”         | Pjetër Gaci                      | Ismail Kadare                        |
| 1967 | Vaçe Zela                                           | „Këngë për shkurte vatën”    | Ferdinand Deda                   | Ruzhdi Pulaha                        |
| 1968 | Vaçe Zela i Ramiz Kovaçi                            | „Mësuesit hero”              | Limos Dizdari                    | Dritëro Agolli                       |
| 1969 | David Tukiçi                                        | „Dhuratë për ditëlindje”     | Nikolla Zoraqi                   | Fatos Arapi                          |
| 1970 | Vaçe Zela                                           | „Mesnatë”                    | Shpëtim Kushta                   | Fatos Arapi                          |
| 1971 | Sherif Merdani                                      | „Kënga e nënës”              | Agim Prodani                     | Agim Shehu                           |
| 1972 | Tonin Tërshana                                      | „Erdhi pranvera”             | Pjetër Gaçi                      | Fatos Arapi                          |
| 1973 | Vaçe Zela                                           | „Gjurmët e arta”             | Kujtim Laro                      | Lirim Deda                           |
| 1974 | Alida Hisku                                         | „Vajzat e fshatit tim”       | Enver Shëngjergji                | Zhuliana Jorganxhi                   |
| 1975 | Alida Hisku                                         | „Buka e duarve tona”         | Kujtim Laro                      | Xhevahir Spahiu                      |
| 1976 | Vaçe Zela                                           | „Nënë moj do pres gërshetin” | Avni Mula                        | Hysni Milloshi                       |
| 1977 | Vaçe Zela                                           | „Gonxhe në pemën e lirisë”   | Limoz Dizdari                    | Robert Shvarc i Zhuliana Jorganxhi   |
| 1978 | Gaqo Çako                                           | „Këputa një gjethe dafine”   | Limoz Dizdari                    | Xhevahir Spahiu                      |
| 1979 | Zeliha Sina, Liljana Kondakçi i Aferdita Zonja      | „Festë ka sot Shqipëria”     | Agim Prodani                     | Zhuliana Jorganxhi                   |
| 1980 | Vaçe Zela                                           | „Shoqet tona ilegale”        | Agim Prodani                     | Zhuliana Jorganxhi                   |
| 1981 | Ema Qazimi                                          | „Krenari e brezave”          | Feim Ibrahimi                    | Gjoke Beci                           |
| 1982 | Marina Grabovari                                    | „Një djep në barrikadë”      | Avni Mula                        | Hysni Milloshi                       |
| 1983 | Tonin Tërshana                                      | „Vajzë moj, lule moj”        | Luan Zhegu                       | Adelina Balashi                      |
| 1984 | Gëzim Çela i Nertila Koka                           | „Çel si gonxhe dashuria”     | Vladimir Kotani                  | Arben Duka                           |
| 1985 | Parashqevi Simaku                                   | „Në moshën e rinisë”         | Vladimir Kotani                  | Arben Duka                           |
| 1986 | Nertila Koka                                        | „Dy gëzime në një ditë”      | David Tukiçi                     | Gjoke Beci                           |
| 1987 | Irma Libohova Eranda Libohova                       | „Nuk e harroj”               | Agim Krajka                      | Arben Duka                           |
| 1988 | Parashqevi Simaku                                   | „E duam lumturinë”           | Pirro Çako                       | Agim Doçi                            |
| 1989 | Frederik Ndoci, Manjola Nallbani i Julia Ndoci      | „Toka e diellit”             | Aleksander Peçi                  | Xhevahir Spahiu                      |
| 1990 | Anita Bitri                                         | „Askush s’do t’a besojë”     | Flamur Shehu                     | Jorgo Papingji                       |
| 1991 | Ardit Gjebrea                                       | „Jon”                        | Ardit Gjebrea                    | Xhankarlo Milone iZhuliana Jorganxhi |
| 1992 | Aleksandër Gjoka, Manjola Nallbani i Viktor Tahiraj | „Pesha e fatit”              | Osman Mula                       | Alqi Boshnjaku                       |
| 1993 | Manjola Nallbani                                    | „Kur e humba një dashuri”    | Vladimir Kotani                  | Jorgo Papingji                       |
| 1994 | Mira Konçi                                          | „Të sotmen jeto”             | Shpëtim Saraçi                   | Alqi Boshnjaku                       |
| 1995 | Ardit Gjebrea                                       | „Eja”                        | Ardit Gjebrea                    | Xhevahir Spahiu                      |
| 1996 | Elsa Lila                                           | „Pyes lotin”                 | Valentin Veizi                   | Enrjeta Sina                         |
| 1997 | Elsa Lila                                           | „Larg urrejtjes”             | Valentin Veizi                   | Alqi Boshnjaku                       |
| 1998 | Albërie Hadërgjonaj                                 | „Mirësia dhe e vërteta”      | Luan Zhegu                       | Arben Duka                           |
| 1999 | Aurela Gaçe                                         | „S’jam tribu”                | Adrian Hila                      | Jorgo Papingji                       |
| 2000 | Rovena Dilo                                         | „Ante i tokës sime”          | Ardit Gjebrea Alfred Kaçinari    | Rovena Dilo                          |
| 2001 | Aurela Gaçe                                         | „Jetoj”                      | Adrian Hila                      | Jorgo Papingji                       |
| 2002 | Mira Konçi                                          | „Brënda vetes më merr”       | Shpëtim Saraçi                   | Pandi Laço                           |
| 2003 | Anjeza Shahini                                      | „Imazhi yt”                  | Edmond Zhulali                   | Agim Doçi                            |
| 2004 | Ledina Çelo                                         | „Nesër shkoj”                | Adrian Hila                      | Pandi Laço                           |
| 2005 | Luiz Ejlli                                          | „Zjarr e ftohtë”             | Klodian Qafoku                   | Florian Kondi                        |
| 2006 | Frederik i Aida Ndoci                               | „Balada e gurit”             | Adrian Hila                      | Pandi Laço                           |
| 2007 | Olta Boka                                           | „Zemrën e lamë peng”         | Adrian Hila                      | Pandi Laço                           |
| 2008 | Kejsi Tola                                          | „Më merr në ëndërr”          | Edmond Zhulali                   | Agim Doçi                            |
| 2009 | Juliana Pasha                                       | „Nuk mundem pa ty”           | Ardit Gjebrea                    | Pirro Çako                           |
| 2010 | Aurela Gaçe                                         | „Kënga ime”                  | Shpëtim Saraçi                   | Sokol Marsi                          |
| 2011 | Rona Nishliu                                        | „Suus”                       | Florent Boshnjaku                | Rona Nishliu                         |
| 2012 | Adrian Lulgjuraj i Bledar Sejko                     | „Identitet”                  | Bledar Sejko                     | Eda Sejko                            |
| 2013 | Hersjana Matmuja                                    | „Zemërimi i një nate”        | Genti Lako                       | Jorgo Papingji                       |
| 2014 | Elhaida Dani                                        | „Diell”                      | Aldo Shllaku                     | Viola Trebicka i Sokol Marsi         |
| 2015 | Eneda Tarifa                                        | „Përrallë”                   | Olsa Toqi                        | Olsa Toqi                            |
| 2016 | Lindita Halimi                                      | „Botë”                       | Klodian Qafoku                   | Gerald Xhari                         |
| 2017 | Eugent Bushpepa                                     | „Mall”                       | Eugent Bushpepa                  | Eugent Bushpepa                      |
| 2018 | Jonida Maliqi                                       | „Ktheju tokës”               | Eriona Rushiti                   | Eriona Rushiti                       |
| 2019 | Arilena Ara                                         | „Shaj”                       | Darko Dimitrow                   | Darko Dimitrow                       |
| 2020 | Anxhela Peristeri                                   | „Karma”                      | Kledi Bahiti                     | Olti Curri                           |
| 2021 | Ronela Hajati                                       | „Sekret”                     | Marko Polo                       | Ronela Hajati                        |
| 2022 | Elsa Lila                                           | „Evita”                      | Elsa Lila                        | Elsa Lila                            |
| 2023 | Mal Retkoceri                                       | „Çmendur”                    | Mal Retkoceri                    | Mal Retkoceri                        |
| 2024 | Shkodra Elektronike                                 | „Zjerm”                      | Beatriçe Gjergji i Lekë Gjeloshi | Beatriçe Gjergji i Lekë Gjeloshi     |